# Лохув-Новий
Лохув-Новий (пол. Łochów Nowy) — село в Польщі, у гміні Желехлінек Томашовського повіту Лодзинського воєводства.
Населення — 50 осіб (2011).
У 1975-1998 роках село належало до Пйотрковського воєводства.

## Демографія
Демографічна структура станом на 31 березня 2011 року:
|          | Загалом | Допрацездатний вік | Працездатний вік | Постпрацездатний вік |
| -------- | ------- | ------------------ | ---------------- | -------------------- |
| Чоловіки | 21      | 3                  | 15               | 3                    |
| Жінки    | 29      | 5                  | 17               | 7                    |
| Разом    | 50      | 8                  | 32               | 10                   |